# Etiquetado europeo de neumáticos
 El objetivo principal es aumentar la seguridad y eficiencia económica y medioambiental del transporte por carretera, de ahí que desde el Parlamento Europeo en el Consejo del 25 de noviembre de 2009 incorporó un nuevo Reglamento CE No 1222/2009 sobre el etiquetado de neumáticos.
El presente Reglamento entró en vigor el 11 de enero de 2010 (veinte días después de la publicación en el Diario Oficial de la Unión Europea) siendo de obligatoria aplicación a partir del 1 de noviembre de 2012, y afecta a todos los neumáticos producidos a partir del 1 de julio de 2012 por disposición transitoria, es decir los marcados con DOT XXXX XXXX 2712 en adelante.
Según el Artículo 2 del Reglamento:
“El presente reglamento no se aplicará a: los neumáticos recauchutados; los neumáticos todoterreno profesionales; los neumáticos diseñados para ser montados exclusivamente en los vehículos matriculados por primera vez antes del 1 de octubre de 1990; los neumáticos de repuesto de uso provisional de tipo T; los neumáticos cuyo índice de velocidad sea inferior a 80 km/h; los neumáticos cuya llanta tenga un diámetro nominal inferior o igual a 254 mm, o igual o superior a 635 mm; los neumáticos equipados con dispositivos adicionales para mejorar sus cualidades de tracción, como los neumáticos con clavos; los neumáticos diseñados para su montaje en vehículos destinados exclusivamente a las carreras.”
El 7 de marzo de 2011, el Parlamento Europeo, a través del Reglamento No 228/2011 modifica el Reglamento No 1222/2009 en lo que concierne a los métodos de ensayo de la adherencia en superficie mojada para los neumáticos C1. Esto es debido porque algunos representantes del sector han desarrollado un método revisado de ensayo de la adherencia en superficie mojada a partir del anexo 5 del Reglamento no 117 de la CEPE que mejora de forma significativa la exactitud de los resultados de los ensayos.
El 29 de noviembre de 2011, el Parlamento Europeo, a través del Reglamento No 1235/2011 modifica el Reglamento No 1222/2009 en lo relativo a la clasificación de los neumáticos en relación con la adherencia en superficie mojada, la medición de la resistencia a la rodadura y el procedimiento de verificación. El presente Reglamento será aplicable a partir del 30 de mayo de 2012. La claridad del procedimiento de verificación de la conformidad que figura en el anexo IV del Reglamento No 1222/2009 debe mejorarse, introduciendo umbrales según los cuales los valores declarados utilizados para los requisitos en materia de etiquetado se consideren conformes a dicho Reglamento.
A partir del 1 de mayo de 2017 no podrán comercializarse neumáticos con calificación G en Resistencia a la Rodadura en C1 y C2 (Turismos y vehículos de transporte ligero respectivamente), y calificación F en adherencia en superficie mojada en C1, que hayan sido fabricados con anterioridad al 1 de noviembre del 2014. Según el Reglamento (CE) N.º 661/2009 del Parlamento Europeo, en su artículo 13, apartado 11, establecía un plazo de 30 meses para la comercialización de los neumáticos fabricados con anterioridad al 1 de noviembre de 2014.
ADINE comenta que hay un error en la transcripción de la versión española del citado Reglamento desde su versión oficial en inglés:
“Ha sido omitido el apartado 9 del artículo 13, el cual fija el cómputo de moratoria de 30 meses, a partir del 1 de noviembre de 2018 para los neumáticos de clase C1 y C2, que engloba a los neumáticos de turismo (C1) con los límites a la resistencia a la rodadura en fase 2 (10,5 kg/tonelada) y camioneta (C2) de la clase E con los límites de la resistencia a la rodadura en fase 2 (9,0 kg/tonelada). En resumen, todos los neumáticos producidos a partir de esa fecha, deben llevar marcado 02XXXXS2WR2 (donde 02 es la enmienda, XXXX es la contraseña propia del tipo de neumático, S2 indica que cumple fase 2 de ruido, W cumple adherencia en mojado y R2 fase 2 de resistencia a la rodadura). Y por el contrario, los neumáticos que se encuentren en stock y lleven marcado R1 en fase de resistencia a la rodadura tendrán una moratoria de 30 meses a partir del 1 de noviembre de 2018. Por tanto, una vez revisada la norma en su versión oficial y no su transcripción, se puede concluir que estos neumáticos pueden seguir siendo comercializados hasta el 1 de mayo de 2021”.
De cara al consumidor, el hecho de llevar montados estos neumáticos fabricados con anterioridad al 2014 en el vehículo, no le será un problema legal ni de cara a la ITV (si corresponden con las características que necesita su vehículo según el fabricante y se encuentran los neumáticos en buen estado, claro) puesto que la prohibición tan solo afecta a la venta.

## Objetivos
El objetivo del etiquetado de neumáticos es aumentar la seguridad, mejorar la eficiencia económica y medioambiental del transporte en carretera, fomentando el uso de neumáticos eficientes en términos de consumo de carburante, seguridad y nivel de ruido.
Además, el etiquetado de neumáticos nace con el objetivo de informar a los consumidores para que éstos, gracias al sistema de etiquetado, puedan conocer las características de los neumáticos antes de la compra.

## Criterios
La nueva etiqueta informa al consumidor sobre tres prestaciones fundamentales del neumático: la eficiencia energética, la adherencia sobre suelo mojado y el nivel de ruido exterior.

### Resistencia a la rodadura (Fuel efficiency)
La resistencia a la rodadura se presenta cuando un elemento rueda sobre una superficie, y se deforma uno de ellos o ambos y es la energía necesaria para vencer todas las deformaciones que el neumático sufre en cada giro de rueda. Parte de la energía mecánica generada por el motor se pierde en forma de calor en los neumáticos. Es físicamente imposible evitar esta pérdida de energía, pero se puede disminuir con neumáticos de baja resistencia a la rodadura, que ofrecen una mayor eficiencia energética y un menor consumo de combustible. En el caso de los neumáticos, debido a este efecto, el consumo de carburante representa entre un 20% y un 30%. Es por ello que optimizar la resistencia a la rodadura contribuye de manera significativa a la eficiencia energética y la reducción de las emisiones.
Después del cambio de normativa dejando fuera las letras F y G, los neumáticos se clasifican desde la letra A (la más eficiente) hasta la E (la menos eficiente). Entre cada clase, el consumo de combustible aumenta, de forma estimada, 0,1 litros por cada 100 km. Eso sí, hay otros factores que influyen en el consumo de carburante, como el estilo de conducción, la presión de inflado de las cubiertas y el mantenimiento que realices de tu vehículo en tu taller de confianza.
Respecto a emisiones, la Comisión Europea estima que las mejoras de los neumáticos respecto a la resistencia a la rodadura que se alcanzarán a partir de la introducción de la etiqueta tienen el potencial de reducir las emisiones de CO2 en 20 millones de toneladas al año (European Commission Impact Assessment SEC (2008)2860).
Para conocer cuál es el grado de eficiencia energética se somete el neumático a un test sobre un rodillo en condiciones representativas de un uso común. El test simula una conducción a 80 km/h con una carga equivalente al 80% del índice de carga del neumático. Los resultados que se extraen de dicha prueba son los que posteriormente aparecerán en el etiquetado.

### La eficacia del frenado sobre suelo mojado (Wet grip)
El Reglamento (CE) no 661/2009 fija requisitos mínimos respecto de la adherencia en superficie mojada de los neumáticos. Los avances tecnológicos permiten mejorar considerablemente la adherencia en superficie mojada, superando esos requisitos mínimos y, por consiguiente, reducir las distancias de frenado en superficie mojada. A fin de aumentar la seguridad vial, procede, por lo tanto, establecer disposiciones que, al facilitar información armonizada sobre dicho parámetro, favorezcan entre los usuarios finales la compra de neumáticos con una elevada adherencia en superficie mojada.
Para conocer la categoría, el neumático se compara con un resultado de referencia con los valores extraídos de la prueba con las siguientes condiciones: Prueba realizada entre 5º y 35º, la altura del agua debe estar entre 0,5mm y 1,5mm y frenada de los neumáticos con ABS de 80 km/h a 20 km/h.

### Ruido de rodadura exterior (Noise)
El ruido provocado por el tráfico genera importantes molestias y tiene efectos perjudiciales para la salud. El Reglamento (CE) no 661/2009 fija requisitos mínimos respecto del ruido de rodadura exterior de los neumáticos calificados como menos ruidosos serán aquellos que produzcan un ruido de hasta 68 dB y los más ruidosos producirán 74 dB como máximo. Los avances tecnológicos permiten reducir considerablemente el ruido de rodadura exterior, superando esos requisitos mínimos. A fin de reducir el impacto ambiental del transporte por carretera, procede establecer disposiciones que, al facilitar información armonizada sobre dicho parámetro, favorezcan entre los usuarios finales la compra de neumáticos que generen un bajo nivel de ruido de rodadura exterior.
El ruido se expresa en decibelios y se acompaña de un pictograma que indica si es superior o inferior al límite europeo. También debes saber que el ruido que el neumático produce es diferente en el exterior y en el interior, y que la etiqueta europea se centra en el exterior.
El test que mide y califica el neumático consiste en colocar dos micrófonos en los bordes de la pista de una superficie determinada que registra el ruido del vehículo en marcha a 80 km/h en un tramo concreto. Durante ese tramo se apaga el motor para que sólo se registre el ruido del neumático.
El ruido que generan los neumáticos se pueden clasificar en tres tipos:
1)  Fricción de la banda de rodadura. Al entrar en contacto el neumático con el pavimento se genera un roce que crea un sonido y dependerá del tipo de superficie por donde se circule (asfalto de diferente rugosidad, cemento rallado, adoquines, camino de tierra, etc.) así como del compuesto de goma del neumático.
2)  Aire atrapado entre la banda de rodadura y la superficie. Piensa que circulas por una superficie mojada, el neumático tiene que evacuar el agua para garantizar el agarre, pues lo mismo ocurre con el aire que queda atrapado en el dibujo, y ruido dependerá del diseño del neumático.
3)  Por resonancia. Los neumáticos son un elemento “hueco” y montado en una llanta hace el mismo efecto que una caja de resonancia, como si de un instrumento musical se tratase.

## El etiquetado de neumáticos fuera de Europa
El etiquetado de neumáticos no existe únicamente en Europa, actualmente países como Japón o Corea cuentan también con un sistema de etiquetado.

### Japón
El etiquetado japonés es muy parecido al etiquetado europeo pero a diferencia de este, sólo mide dos criterios: la resistencia al rodamiento o eficacia energética y el frenado sobre suelo mojado.
El criterio de la resistencia al rodamiento está representado por cinco clases: AAA, AA, A, B y C.  Mientras que el criterio de frenado sobre suelo mojado cuenta con cuatro clases: a, b, c y d.

### Corea del Sur
El etiquetado de neumáticos de Corea, al igual que el de Japón, sólo cuenta con dos criterios: la eficiencia energética y el frenado sobre suelo mojado, siendo más importante la eficacia energética. Cada criterio cuenta con cinco clases que van de 1 a 5.